# Paradiestus penicillatus
Paradiestus penicillatus is een spinnensoort uit de familie van de loopspinnen (Corinnidae).
De wetenschappelijke naam van de soort werd in 1939 als Corinna penicillata gepubliceerd door Cândido Firmino de Mello-Leitão.